# Centre scientifique et technique Jean-Féger
Le centre scientifique et technique Jean-Féger ou CSTJF est le principal centre technique et de recherche scientifique du groupe pétrolier français TotalEnergies. Le centre est implanté au nord de Pau en bordure du Cami Salié, l'ancienne voie du sel, et proche du futur échangeur 10.1 Pau-est de l'A64 à Morlàas. Le site est donc à proximité immédiate du gisement de gaz de Lacq.
Inauguré en 1989, le centre est nommé en l'honneur de Jean Féger, ingénieur qui fut l'un des découvreurs du gisement de gaz de Lacq. Le CSTJF est considéré comme l'atout clé de la branche OneTech de TotalEnergies, créée en 2020 pour intégrer toutes ses expertises techniques et scientifiques en support à sa transformation

## Histoire

### Jean Féger
Jean Féger était inextricablement lié à l'extraordinaire aventure de Lacq et à son affiliation à la SNPA, où il avait commencé en 1945. Féger a en effet été l'un des découvreurs du gisement de Lacq.
Il y a consacré toute sa carrière jusqu'à sa retraite en 1976, devenant vice-directeur général de la SNPA. C'est à lui et à M. Blanchard que l'on doit le succès de la gestion de la grande éruption de Lacq en 1964, alors que certains experts préconisaient la fermeture du gisement et l'évacuation de la population. Jean Féger est à l'initiative de la construction du Centre de recherche de Pau à partir de 1958. Les travaux débutent en 1959 sur l'actuel site de la technopole Hélioparc.
Au début des années 80, le centre Micoulau est sous-dimensionné et ne peut plus accueillir les équipes de recherche et les laboratoires.
Féger décède à Paris en 1984, et un nouveau projet voit le jour à partir de 1985, le transfert s'effectuant de manière graduelle de 1986 à 1988.

## Description
Le Centre Scientifique et Technique Jean Féger ou CSTJF, situé sur le site de Pau, capitale du Béarn, est un éminent centre de recherche et d'expertises au service du déploiement multi-énergies de TotalEnergies. Équipé de laboratoires de pointe et du supercalculateur haute performance Pangea III, le CSTJF joue un rôle central dans le domaine des énergies futures.
Avec une équipe de 2 500 collaborateurs provenant de plus de soixante pays, ce centre de renommée mondiale est un véritable melting-pot dont la langue de travail est l'anglais, abritant diverses entités de la société et couvrant l'ensemble de la chaîne de valeur de la production d'énergies. Sur un campus de 27 hectares, l'agencement favorise la proximité entre des espaces de travail conviviaux et des laboratoires, encourageant ainsi les échanges entre experts. Cette intégration réussie de compétences pluridisciplinaires est essentielle pour maintenir la capacité d'innovation et relever les nouveaux défis du secteur de l'énergie en vue d'une transition énergétique durable.
Enraciné dans une région historiquement industrielle pour la France et pour TotalEnergies, le CSTJF relève quotidiennement des défis opérationnels et de recherche et développement pour soutenir les filiales et projets de l'entreprise à l'échelle mondiale. L'objectif est de capitaliser sur les compétences historiques dans le domaine du pétrole et du gaz afin d'améliorer leurs performances économiques et environnementales, tout en développant de nouvelles sources d'énergie et des technologies de capture et de séquestration du carbone.
En étant étroitement lié au Béarn et à Pau depuis la découverte du gisement de gaz de Lacq, le CSTJF joue un rôle majeur dans la dynamique économique et sociale de la région et se positionne comme un partenaire clé de sa croissance durable.
En 2005, le groupe investit 30 millions d'euros dans la rénovation du site.
Le CSTJF est dirigé par Jérôme Poncet depuis le 1er janvier 2024.

### Recherche et Développement
La recherche et le développement sur les sites de Pau et Lacq (PERL) sont au cœur du dispositif de TotalEnergies pour trouver et produire les énergies de demain de manière propre et abordable. Avec 220 chercheurs et 2,200 brevets à leur actif, ces scientifiques sont déterminés à relever d'immenses défis pour anticiper les évolutions du mix énergétique.
Le CSTJF est le centre névralgique de cette R&D, abritant 300 experts, ingénieurs et chercheurs qui travaillent sans relâche pour améliorer les techniques existantes et développer des technologies révolutionnaires. En plus de leurs domaines d'expertise, le CSTJF se consacre également aux domaines émergents tels que les nanotechnologies, l'intelligence artificielle et la robotique.

### International
Avec une équipe de 2 500 collaborateurs issus de plus de soixante pays, le CSTJF représente un authentique creuset culturel, où la langue de travail prédominante est l'anglais.
Le CSTJF et le Pôle d’Études et de Recherche de Lacq (PERL) jouent un rôle fondamental dans le maintien des connexions internationales de TotalEnergies, qui opère dans près d'une cinquantaine de pays dans le domaine de l'exploration et de la production (EP). En qualité de centre de recherche et de technologie de premier plan dans le secteur de l'EP, le CSTJF fournit un soutien inestimable à ses filiales opérant à l'échelle mondiale. Il sert également de lieu d'accueil, d'échange et de formation pour les employés et partenaires venant des cinq continents.
Au quotidien, le CSTJF à Pau accueille des délégations de sociétés nationales pétrolières, d'États hôtes, ainsi que des institutions de recherche partenaires. Ces visites, réunions d'affaires et formations avancées bénéficient de l'ensemble des ressources humaines et technologiques du CSTJF, consolidant ainsi son rôle crucial en tant que passerelle internationale pour l'expertise en énergie.

## Supercalculateur Pangea
En 2008, le centre s'est doté d'un supercalculateur d'une puissance de 123 téraflops. La capacité de stockage se montait à 2 pétaoctets via deux serveurs Lustre.
Un nouveau supercalculateur, « Pangea », construit par Silicon Graphics, et inauguré le 22 mars 2013, portait la puissance de calcul HPC à 2,3 pétaflops,, soit l’équivalent de 27 000 ordinateurs. Sa capacité de stockage de Pangea atteignait 7 pétaoctets et il était classé en 2013 comme étant le 14e plus gros calculateur du monde.
En mars 2016, la puissance de calcul de Pangea fut augmentée à 6,7 pétaflops après une amélioration de 35 millions d'euros destinée à multiplier le nombre de processeurs. Sa capacité de stockage atteint à présent 26 pétaoctets et le supercalculateur se retrouve dans le top 10 des calculateurs les plus puissants du monde en 2016, et le premier dans l'industrie.
En 2020, Pangea III est en 11ème position du Top 500, qui est aussi le 1er HPC à visée industrielle de ce classement. Pangea III est destiné à traiter et analyser les données d’imagerie sismique et de simulation réservoir.
En 2024, Pangea III est en 75 ème position du Top 500.

## Controverses
En juin 2015, un sombre événement a marqué le premier cas de suicide sur le lieu de travail, impliquant un ingénieur géophysicien âgé de 62 ans qui a tragiquement choisi de mettre fin à sa vie en se précipitant depuis un escalier.
En mars 2017, un autre incident tragique s'est produit, cette fois-ci concernant un agent technique de 46 ans qui s'est suicidé au sein du Centre Jean-Féger.
L'Inspection du travail a officiellement demandé au responsable du Centre Jean-Féger d'effectuer une évaluation des risques psychosociaux au sein de son entreprise. Cette mesure intervient à la suite des deux suicides survenus en 2015 et 2017 au sein de l'entreprise.

## Incident
En 2003, un bâtiment est ravagé par un incendie.

## Sponsoring
TotalEnergies et le CSTJF sont partenaires maillot de la Section paloise.

## Transports urbains
Le centre scientifique et technique Jean Féger est desservi par le réseau de bus Idelis :
- Jurançon — Lycée Professionnel A.Campa ↔ Pau — E.F.S. / CST Jean Feger
- Lescar — Soleil / Billère — Lacassagne ↔ Pau — CST Jean Feger